# Melanophryniscus fulvoguttatus
Espèce
Synonymes
- Dendrophryniscus stelzneri fulvoguttatus Mertens, 1937

Statut de conservation UICN

 LC  : Préoccupation mineure
Melanophryniscus fulvoguttatus est une espèce d'amphibiens de la famille des Bufonidae.

## Répartition
Cette espèce se rencontre entre 90 et 150 m d'altitude :
- au Brésil à Maracaju, à Jardim et à Bela Vista au Mato Grosso do Sul ;
- dans l'est du Paraguay ;
- dans la province de Formosa en Argentine.

Sa présence est incertaine en Bolivie.

## Publication originale
- Mertens, 1937 : Ein neuer Frosch der Gattung Dendrophryniscus aus Paraguay. Senckenbergiana Biologica, vol. 19, p. 175-177.